# ری هایمن
ری هایمن (به انگلیسی: Ray Hyman) (زاده ۲۳ ژوئن ۱۹۲۸، چلسی، ماساچوست) استاد بازنشسته روانشناسی دانشگاه اورگن در یوجین، اورگن است. او از منتقدان برجستهٔ فراروان‌شناسی است. او به همراه جیمز رندی، مارتین گاردنر و پاول کورتز از بنیان‌گذاران جنبش مدرن شک‌گرایی علمی بوده‌اند. او بنیان‌گذار و رهبر جعبه‌ابزار شک‌گرا (Skeptic's Toolbox) بوده‌است. وی عضو شورای مدیریت کمیته تحقیق شک‌گرایانه است.